# نیل بارت (بازیکن فوتبال)
نیل بارت (انگلیسی: Neil Barrett؛ زادهٔ ۲۴ دسامبر ۱۹۸۱) بازیکن فوتبال اهل بریتانیا است.
از باشگاه‌هایی که در آن بازی کرده‌است می‌توان به باشگاه فوتبال پورتسموث، باشگاه فوتبال یورک سیتی، باشگاه فوتبال ووکینگ، باشگاه فوتبال لیترهید، باشگاه فوتبال متروپولیتان پلیس، باشگاه فوتبال هاوانت و واترلوویل، باشگاه فوتبال ابسفلیت یونایتد، باشگاه فوتبال بیزینگ‌استوک تاون، و باشگاه فوتبال داندی اشاره کرد.
وی همچنین در تیم ملی فوتبال England schools بازی کرده‌است.